# Хасан ібн Саббах
Хассан ібн Саббах, також Хассан-і Саббах перською: حسن صباح Hasan-e Sabbāh) або ж Хассан ас-Саббах (Arabic: حسن الصباح Ḥasan aṣ-Ṣabbāḥ) (бл. 1050—1124) — ісмаїлітський проповідник, ватажок повстання ісмаїлітів проти Сельджукідів в Ірані.
Засновник незалежної ісмаїлітської держави з центром у фортеці Аламут у 1090 році.
Будучи прихильником опального фатімідського халіфа Абу Мансур Нізара, очолив секту нізаритів і розробив релігійно-політичне вчення «дават-і джадід» (новий заклик), протиставивши його традиційному вченню часів перших Фатімідів «дават-і кадім» (старий заклик).
Хасан ібн Саббах був популярний в Каїрі, Сирії, але найбільше на Близькому Сході. Використовуючи свою славу і популярність, Саббах заснував Орден Асасинів. Йому спадкував вірний прихильник Кія Бузург-Умід.

## У художній літературі

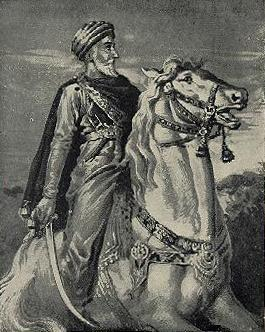
Хасан ібн Саббах

У творчості американського письменника з «покоління бітників» Вільяма Сьюарда Барроуза образ Хассана ібн Саббаха посідає важливе місце. У роман «Західні землі» (1987) він дякує Пітеру Л. Вілсону та Джею Фрідхему за збір відомостей про Хассана ібн Саббаха, а також художникові Брайону Гайсіну «за те, що він познайомив мене з Хассаном ібн Саббахом і навчив бачити речі такими, як вони є».
Приписаний ібн Саббахові анархістський маніфест фігурує в Барроузових «Листах Яхе» (1963). Роман «Нова експрес» (1964) розпочинається з цього ж маніфесту Хассана ібн Саббаха проти контролю машин і влади за людським життям:
«Слухайте мої останні слова де б ви не були. Слухайте мої останні слова в будь-якому зі світів. Слухайте всі ви правління синдикати і уряди землі ... Я Хассан-і Саббах стираю слово Назавжди. Якщо ви то я відміню всі ваші слова назавжди. І слова Хассана-і Саббаха точнісінько так само відміню. Перетніть усі свої небеса побачите мовчазне писання Брайона Гайсіна Хассана-і Саббаха: накреслено 17 вересня 1899 року, над Нью-Йорком... «Не слухайте Хассана-і Саббаха», скажуть вони вам. «Він хоче відібрати у вас ваше тіло і всі задоволення вашого тіла. Слухайте нас. Ми служимо Саду Втіх Безсмертя Космічної Свідомості Найкращого З-Поміж Кайфів. А любов любов любов у помийниці. Ну як вам це хлопці? Краще за Хассана-і Саббаха з його холодним вітряним безтілесним фатумом? Правда?»
У «Листах Яхе» та романі «Міста червоної ночі» (1981), що має присвяту в пролозі «Хассану-і Саббаху, Повелителеві Ассассінів», також фігурує одна й та ж фраза:
«Ніщо не істинне. Все дозволене», – такі останні слова Хассана ібн Саббаха, Гірського Старця»
Старець гори є однією з дійових осіб повісті Кира Буличова «Аліса й хрестоносці» (1993):
«Вони пройшли через передпокій, на підлозі якої сиділи молодики, потім опинилися в просторому приміщенні, вирубаному в скелі. Стіни і підлога його були вистелені розкішними килимами, на яких лежали подушки, в дальньому кінці кімнати знаходився м'який широкий диван, на якому, склавши ноги, сидів нестарий ще чоловік з довгою чорною бородою і в такому ж простому чорному халаті, як у фідаїв....

- Так от, значить, які у мене нові гості, - сказав чорнобородий старий і спробував посміхнутися. Губи в нього були такі тонкі і тверді, що посміхнутися йому було неможливо. Але часом він намагався це зробити, і видовище виходило жахливе, наче всміхався скелет.»